# Hallo Oma
Hallo Oma ist eine von der ARD produzierte Fernsehserie. Bewohner eines Altenheims gründen einen Oma- und Opa-Verleih. Die Erstausstrahlung erfolgte im Vorabendprogramm des NDR.

## Handlung
In einer Notsituation bittet Li Trewitz (Barbara Rütting), Leiterin eines Seniorenheims, einige Bewohner ihrer Residenz um Hilfe. Die Kinder einer Nachbarin sollen für mehrere Tage beaufsichtigt werden. Schnell finden die alten Leute Gefallen an ihrer neuen Beschäftigung. Sie kommen auf die Idee, ihre Dienste in einem Oma- und Opa-Verleih anzubieten. Li und der Zivildienst leistende Klaus Moser helfen ihnen bei der Umsetzung.

## Episoden
| Folge | Titel                        | Ausstrahlung     |
| ----- | ---------------------------- | ---------------- |
| 1     | Die Gründung                 | 2. Oktober 1985  |
| 2     | Irrungen und Wirrungen       | 4. Oktober 1985  |
| 3     | Daran soll’s nicht scheitern | 11. Oktober 1985 |
| 4     | Innerlich und äußerlich      | 18. Oktober 1985 |
| 5     | Erzieht mal schön            | 25. Oktober 1985 |
| 6     | Die Andere                   | 1. November 1985 |
| 7     | Es geht weiter               | 8. November 1985 |